# Sint-Cyriacuskerk (Duderstadt)
De Sint-Cyriacuskerk (Duits: St.-Cyriakus-Kirche) is een rooms-katholieke proosdijkerk in Duderstadt in de Duitse deelstaat Nedersaksen. De kerk heeft als bijnaam de Eichsfelder Dom. De kerk, die ook Oberkirche wordt genoemd, is gelegen aan de Marktstraße.

## Geschiedenis
De kerk staat op de plaats van een oorspronkelijke nederzetting van koop- en handwerklieden dat zich samen met de koningshof ontwikkelde tot de historische kern van Duderstadt. Het oudste bekende bouwwerk op deze plaat was een kleine romaanse kerk. Verder is er weinig bekend over de voorgangers van de huidige kerk, maar het patrocinium van Cyriacus wijst met enige stelligheid op een eerste bouw in om en nabij het jaar 950.
De latere bouwgeschiedenis is een afspiegeling van de toenemende welvaart van de burgerij. Rond 1250 werd voor de romaanse kerk het imposante vroeggotische westwerk gebouwd, vooralsnog echter met één toren. Vanaf 1394 begon men met de bouw van het hooggotische koor. In 1490 kwam ook het laatgotische kerkschip met netgewelven gereed. Het wapen van de bouwmeester, Heinrich Hellmold, bevindt zich in het noordelijke zijschip in enkele sluitstenen. Pas na de brand van 1854 werd ook de zuidelijke toren gebouwd. Ondanks de lange bouwgeschiedenis vertoont het gebouw in zijn geheel een grote eenheid.

## Inrichting

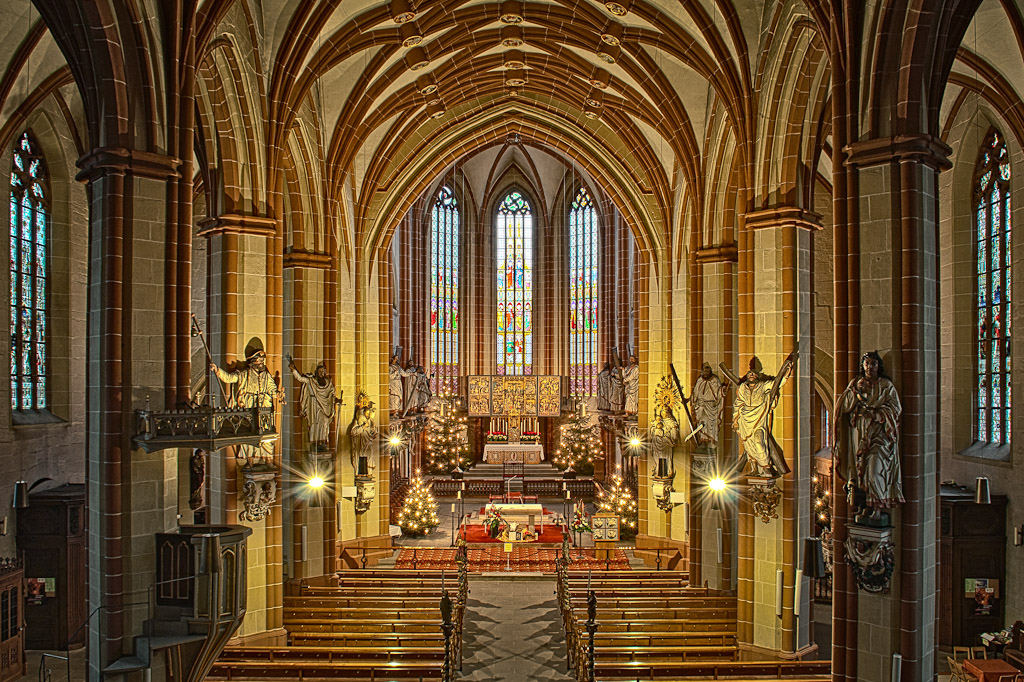
Interieur

De fresco's in de beide traveeën voor het orgel zijn onmiddellijk na het aanbrengen van de gewelven in 1490 aangebracht. Bijzonder zijn ook de 80 sluitstenen in de gewelven die Christus en talrijke heiligen vertegenwoordigen.
Het kerkgebouw is rijk aan middeleeuwse en barokke kunstwerken. Daartoe behoren o.a.
- het vleugelaltaar in het hoogkoor met scènes uit de heilsgeschiedenis van rond 1500;
- het Drievuldigheidsaltaar in het Johanneskoor met een genadestoel uit circa 1470;
- een laatgotisch reliëf van de Bewening van Christus in het zuidelijke zijschip;
- tien barokke gildekandelaren uit de periode 1700-1750 die bij processies worden meegedragen;
- de grote beelden van de apostelen aan de zuilen van het middenschip (1660-1666);
- het doopvont uit 1694;
- het Creutzburg-orgel van 1735.

In de 15e en vroege 16e eeuw stond in de kerk een Jacobus-altaar en een beeld van Jakobus de Meerdere. De verering van Jakobus en de praktische hulp voor de pelgrims werd door de Jakobusbroederschap van Duderstadt, die voor de stadsmuur bij de Steenpoort een eigen hospitaal onderhielden, bijzonder gestimuleerd.
Het kostbaarste en oudste voorwerp van de kerkschat is een kruis, het zogenaamde Nordhäuser Kreuz, een relikwiekruis uit de 13e eeuw dat in 1672 werd aangekocht en oorspronkelijk afkomstig is uit de Heilig Kruiskerk uit Nordhausen.

## Orgel
Het orgel werd in de jaren 1733-1735 gebouwd door Johannes Creutzburg. Van diens in totaal 14 gebouwde orgels is het orgel van Sint-Cyriakus met 41 registers verdeeld over drie manualen en pedaal het grootste en meest belangwekkende instrument. In de loop der tijd werd het orgel vijf keer aangepast aan de toen geldende mode, waardoor het orgel aan kwaliteit inboette. Het orgelbouwbedrijf Eule uit Bautzen restaureerde in de jaren 2005-2006 het instrument, waarbij het bedrijf zich oriënteerde aan het oorspronkelijke Creutzburg-orgel. Slechts enkele registers uit latere aanpassingen bleven behouden en één werd er aan de dispositie toegevoegd (Unda Maris 8). Ook werd de vox humana volledig gereconstrueerd. De orgelkas bevindt zich grotendeels nog de originele toestand.

## Klokken
Bij de grote stadsbrand in september 1852 werden tevens de daken en torens van de Sint-Cyriacuskerk getroffen. Met de brand gingen ook de historische klokken verloren. In januari 1853 werd een nieuw evangelieklokje in de dakruiter opgehangen. Na het herstel van de noordelijke toren en de voltooiing van de zuidelijke toren werden nieuwe klokken in de tegenwoordig nog aanwezige klokkenstoelen gehangen. In 1865 werden twee nieuwe klokken voor het uurwerk toegevoegd.
Van de vier grote luidklokken moesten er in 1917 drie luidklokken en de evangelieklok voor oorlogsdoeleinden worden afgegeven. In de jaren 20 werden nieuwe klokken gegoten die op hun beurt in augustus 1942 ter omsmelting werden onteigend. In de jaren 1950-1951 werden de huidige klokken gegoten, alleen de beide uurklokken zijn nog 19e-eeuws.
| Nr. | Naam                           | Gietjaar | Gieter             | Doorsnee (mm) | Gewicht (kg) | Slagtoon (HT-1/16) | Opmerking                           |
| 1   | Christus Gloriosa              | 2011     | Bachert, Karlsruhe | 2090          | ca. 5800     | as0                | Luidklok/Zuidelijke toren           |
| 2   | Oecumeneklok                   | 2011     | Bachert, Karlsruhe | 1670          | ca. 2900     | c1                 | Luidklok/Noordelijke toren          |
| 3   | Maria                          | 1950     | Otto, Hemelingen   | 1391          | ca. 1650     | es1                | Luidklok/Noordelijke toren          |
| 4   | Cecilia                        | 1951     | Otto, Hemelingen   | 1238          | ca. 1150     | f1                 | Luidklok/Zuidelijke toren           |
| 5   | Joseph                         | 1951     | Otto, Hemelingen   | 1106          | ca. 800      | g1                 | Luidklok/Zuidelijke toren           |
| 6   | Franciscus                     | 1951     | Otto, Hemelingen   | 1040          | ca. 700      | as1                | Luidklok/Zuidelijke toren           |
| 7   | Johannes Baptist/Evangelieklok | 1922     | Otto, Hemelingen   | 589           | ca. 150      | f2                 | Dakruiter                           |
| I   | Grote uurklok                  | 1865     | Bochumer Verein    | ca. 800       | ?            | cis2               | Uurslag/Zuidelijke torenspits       |
| II  | Kleine uurklok                 | 1865     | Bochumer Verein    | ca. 570       | ?            | fis2               | Kwartierslag/Noordelijke torenspits |

## Afbeeldingen

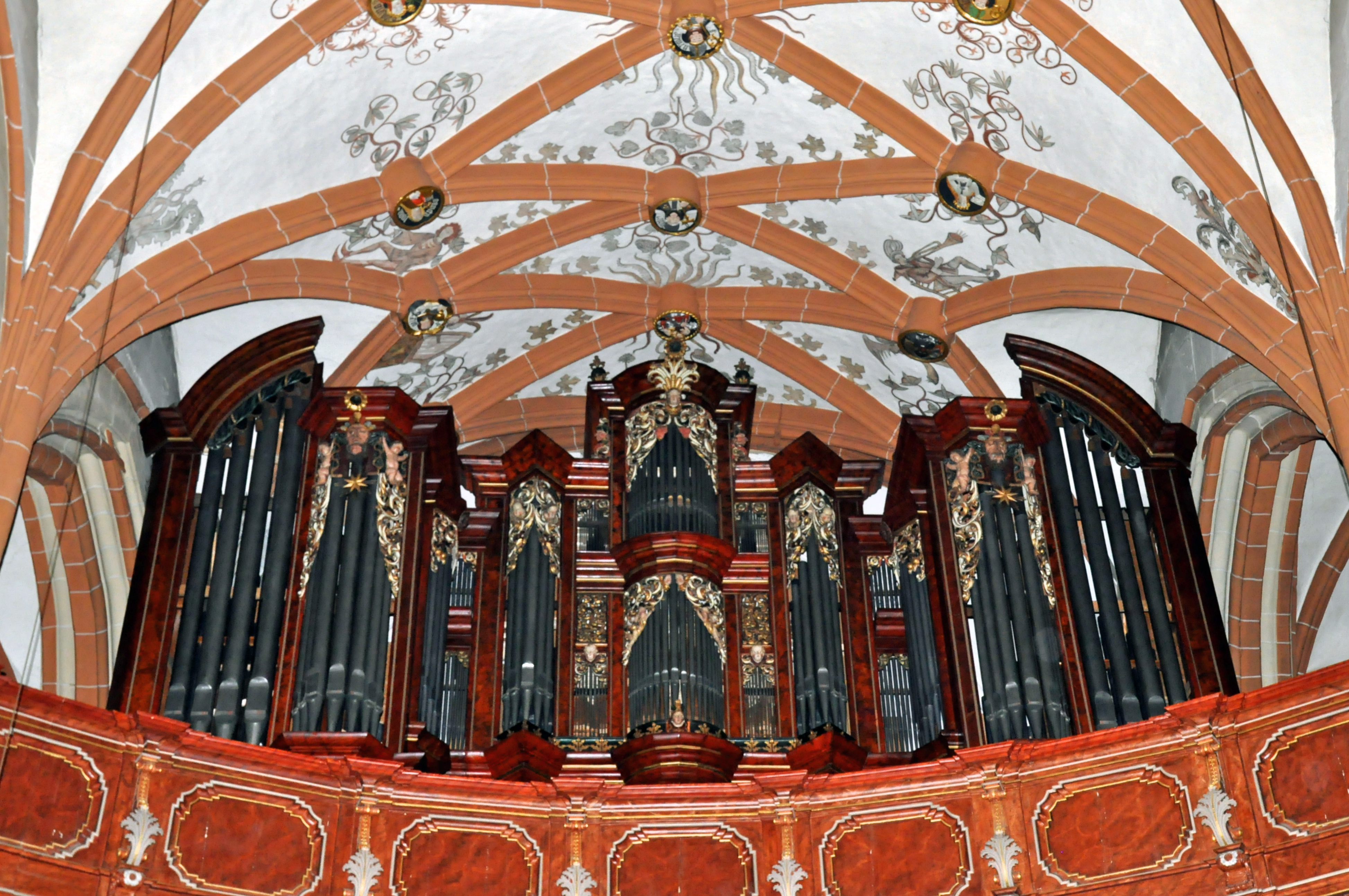
Orgel
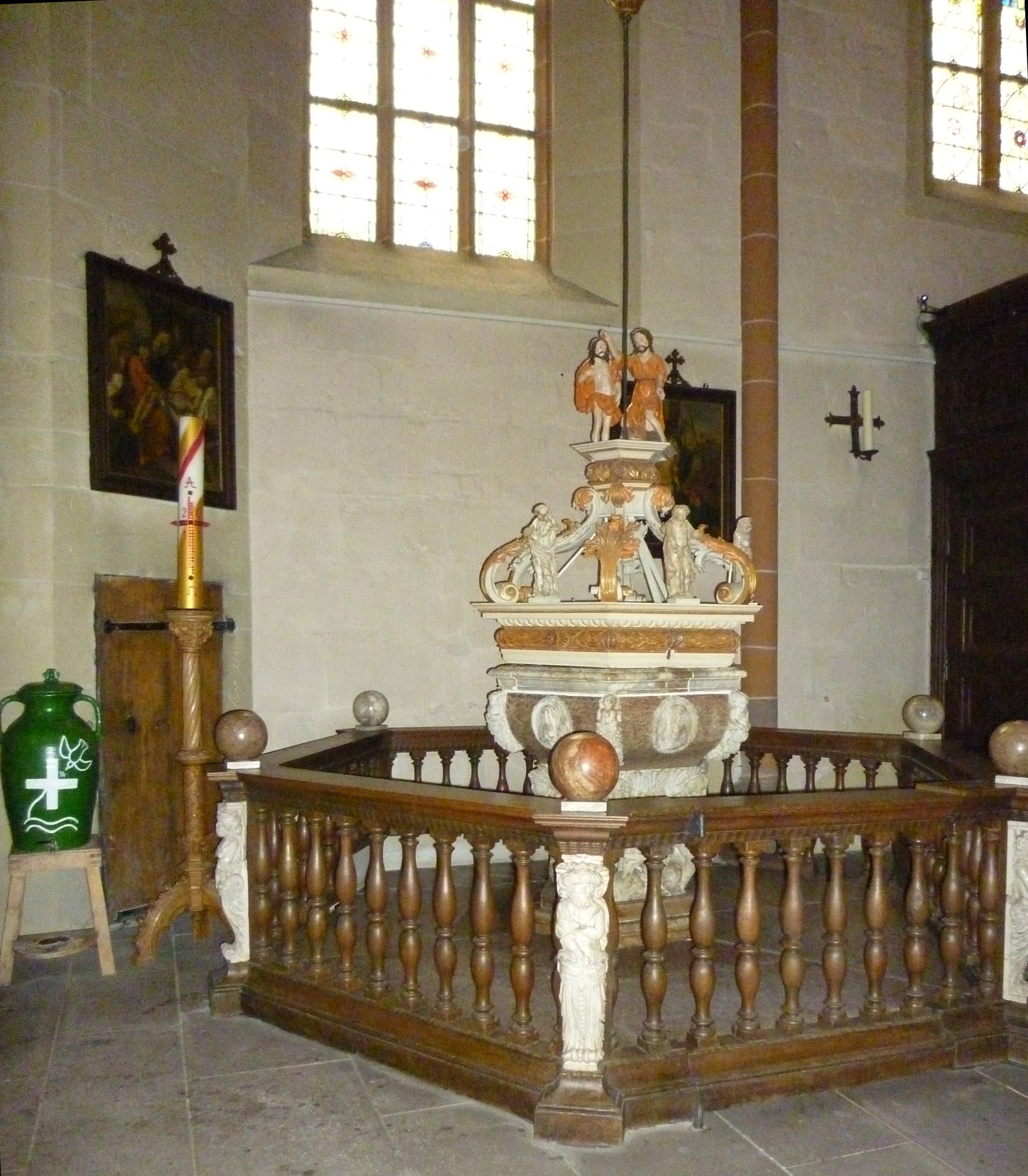
Doopvont
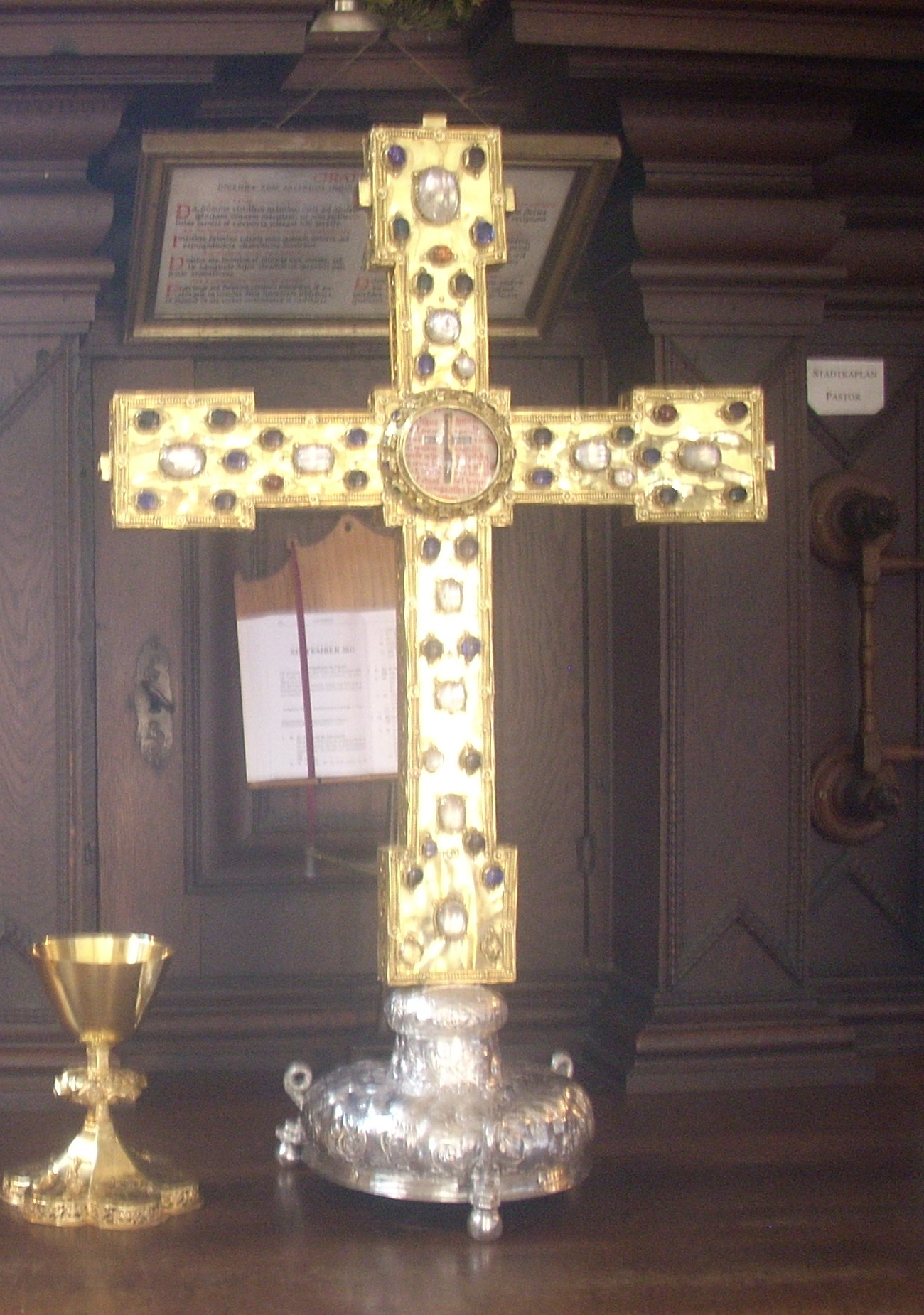
Nordhäuser Kreuz
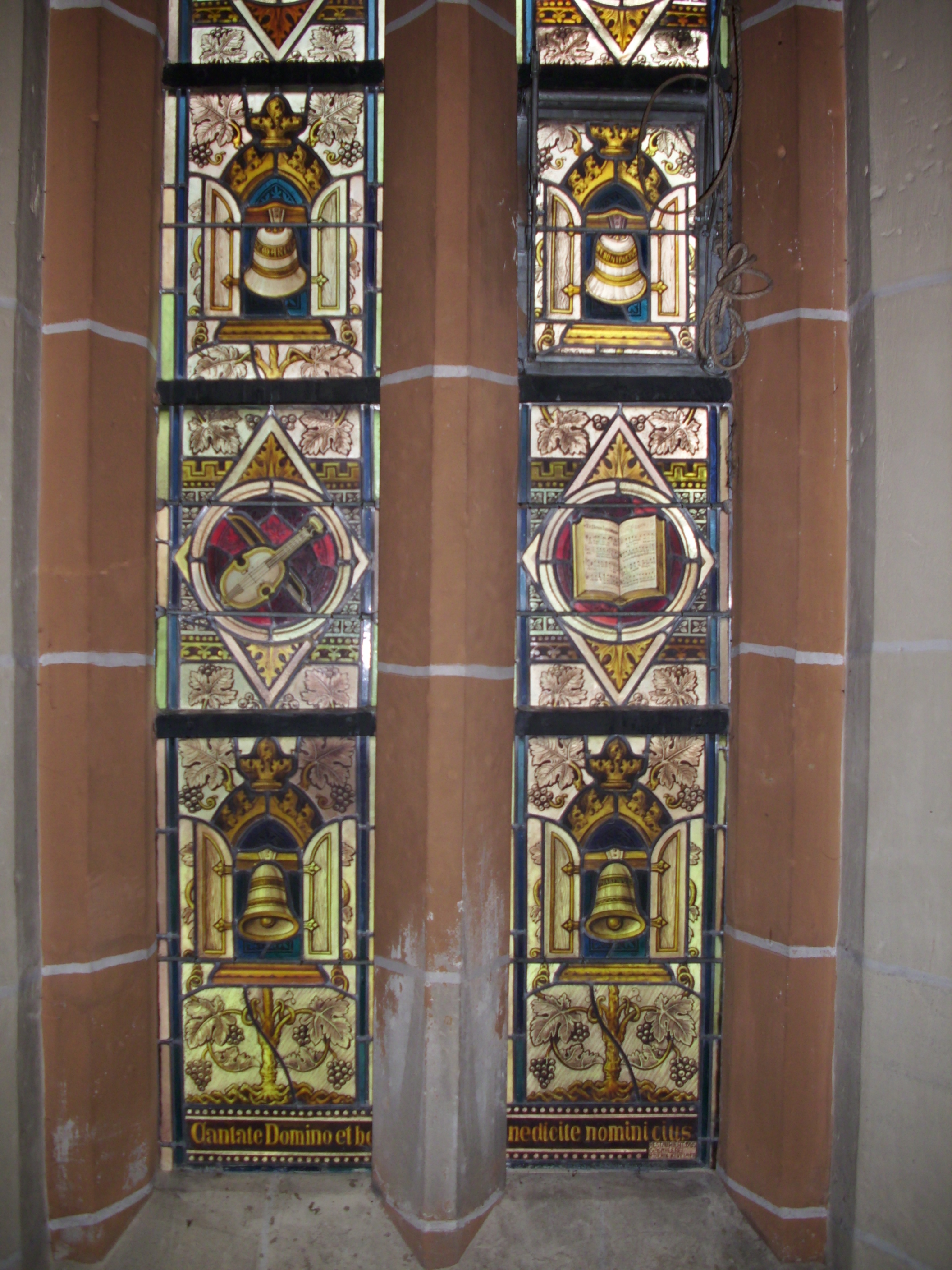
Klokkenvensters (zuidelijke trapopgang naar de galerij)